# Colombiaans voetbalelftal in 1987
Het Colombiaans voetbalelftal speelde in totaal zes officiële interlands in het jaar 1987, waaronder vier bij de strijd om de Copa América. De nationale selectie bleef ongeslagen en stond onder leiding van bondscoach Francisco Maturana, die was aangewezen als opvolger van Gabriel Ochoa Uribe.

## Balans
| Wedstrijden | Wedstrijden | Wedstrijden | Wedstrijden | Doelpunten | Doelpunten | Doelpunten | Punten |
| Gespeeld    | Winst       | Gelijk      | Verlies     | Voor       | Tegen      | Saldo      | Punten |
| ----------- | ----------- | ----------- | ----------- | ---------- | ---------- | ---------- | ------ |
| 6           | 4           | 0           | 2           | 9          | 6          | +3         | 1.333  |

## Interlands
|                                                    |                    |       |         |                                                     |
| 11 juni Vriendschappelijk № 166 «onderlinge duels» | Colombia           | 1 – 0 | Ecuador | Estadio Atanasio Girardot, Medellín Toeschouwers: — |
| 11 juni Vriendschappelijk № 166 «onderlinge duels» | Leonel Álvarez ??' |       |         | Estadio Atanasio Girardot, Medellín Toeschouwers: — |

|                                                    |                                                            |       |          |                                                                               |
| 14 juni Vriendschappelijk № 167 «onderlinge duels» | Ecuador                                                    | 3 – 0 | Colombia | Estadio Modelo, Guayaquil Toeschouwers: — Scheidsrechter: Alfredo Rodas (ECU) |
| 14 juni Vriendschappelijk № 167 «onderlinge duels» | Lupo Quiñónez 49' Fernando Baldeón 76' Pietro Marsetti 86' |       |          | Estadio Modelo, Guayaquil Toeschouwers: — Scheidsrechter: Alfredo Rodas (ECU) |

| Copa América |
| ------------ |

|                                                      |         |                                           |          |                                                                                              |
| 1 juli Copa América Groep C № 168 «onderlinge duels» | Bolivia | 0 – 2                                     | Colombia | Estadio Gigante de Arroyito, Rosario Toeschouwers: 5.000 Scheidsrechter: Gaston Castro (CHI) |
| 1 juli Copa América Groep C № 168 «onderlinge duels» |         | 34' Carlos Valderrama 89' Arnoldo Iguarán |          | Estadio Gigante de Arroyito, Rosario Toeschouwers: 5.000 Scheidsrechter: Gaston Castro (CHI) |

|                                                      |                                                            |       |          | |
| 5 juli Copa América Groep C № 169 «onderlinge duels» | Colombia                                                   | 3 – 0 | Paraguay | Estadio Gigante de Arroyito, Rosario Toeschouwers: 10.000 Scheidsrechter: Francisco Lamolina (ARG) |
| 5 juli Copa América Groep C № 169 «onderlinge duels» | Arnoldo Iguarán 8' Arnoldo Iguarán 34' Arnoldo Iguarán 50' |       |          | Estadio Gigante de Arroyito, Rosario Toeschouwers: 10.000 Scheidsrechter: Francisco Lamolina (ARG) |

|                                                           |                                       |       |                            |                                                                                          |
| 8 juli Copa América Halve finale № 170 «onderlinge duels» | Chili                                 | 2 – 1 | Colombia                   | Estadio Córdoba, Córdoba Toeschouwers: 10.000 Scheidsrechter: Romualdo Arppi Filho (BRA) |
| 8 juli Copa América Halve finale № 170 «onderlinge duels» | Fernando Astengo 106' Jaime Vera 108' |       | 103' (pen.) Bernardo Redín | Estadio Córdoba, Córdoba Toeschouwers: 10.000 Scheidsrechter: Romualdo Arppi Filho (BRA) |

|                                                            |                      |       |                                         |                                                                                             |
| 11 juli Copa América Troostfinale № 171 «onderlinge duels» | Argentinië           | 1 – 2 | Colombia                                | Estadio Monumental, Buenos Aires Toeschouwers: 15.000 Scheidsrechter: Bernardo Corujo (VEN) |
| 11 juli Copa América Troostfinale № 171 «onderlinge duels» | Claudio Caniggia 86' |       | 8' Gabriel Gómez 27' Juan Jairo Galeano | Estadio Monumental, Buenos Aires Toeschouwers: 15.000 Scheidsrechter: Bernardo Corujo (VEN) |

|  |  |  |  |  |  |  |  |  |

## Statistieken
| René Higuita          | 1966-08-28 | Atlético Nacional | 5 | 0 | 0 | 5  | 0 |
| Fabio Calle           | 1967-07-30 | Millonarios       | 1 | 0 | 0 | 1  | 0 |
| Verdediging           |            |                   |   |   |   |    |   |
| Luis Fernando Herrera | 1962-06-12 | Atlético Nacional | 6 | 0 | 0 | 6  | 0 |
| Luis Carlos Perea     | 1963-12-29 | Atlético Nacional | 5 | 0 | 0 | 5  | 0 |
| Carlos Hoyos          | 1962-02-28 | Deportivo Cali    | 4 | 0 | 0 | 5  | 0 |
| Nolberto Molina       | 1953-01-05 | Atlético Nacional | 4 | 0 | 0 | 18 | 1 |
| Alexis Mendoza        | 1961-11-08 | Atlético Junior   | 2 | 0 | 0 | 2  | 0 |
| Gildardo Gómez        | 1963-10-17 | Atlético Nacional | 1 | 0 | 0 | 7  | 0 |
| Juan Carlos Abello    | 1962-11-05 | Vlag van Colombia | 1 | 0 | 0 | 1  | 0 |
| Wilman Conde          | 1959-07-19 | Millonarios       | 1 | 0 | 0 | 1  | 0 |
| Jorge Porras          | 1959-12-25 | América de Cali   | 0 | 1 | 0 | 20 | 0 |
| Middenveld            |            |                   |   |   |   |    |   |
| Leonel Álvarez        | 1965-07-29 | Atlético Nacional | 6 | 0 | 1 | 8  | 1 |
| Bernardo Redín        | 1963-02-26 | Deportivo Cali    | 4 | 0 | 1 | 8  | 1 |
| Carlos Valderrama     | 1961-09-02 | Deportivo Cali    | 4 | 0 | 1 | 6  | 1 |
| Mario Coll            | 1960-08-20 | Atlético Junior   | 3 | 1 | 0 | 4  | 0 |
| Gabriel Gómez         | 1959-12-08 | Millonarios       | 3 | 0 | 1 | 4  | 1 |
| José Ricardo Pérez    | 1965-10-24 | Atlético Nacional | 3 | 0 | 0 | 3  | 0 |
| Humberto Sierra       | 1960-07-21 | Santa Fe          | 2 | 0 | 0 | 2  | 0 |
| Armando Díaz          | 1961-01-20 | Santa Fe          | 0 | 1 | 0 | 1  | 0 |
| Alex Escobar          | 1965-02-08 | América de Cali   | 0 | 1 | 0 | 2  | 0 |
| Aanval                |            |                   |   |   |   |    |   |
| Juan Jairo Galeano    | 1962-08-12 | Atlético Nacional | 5 | 0 | 1 | 5  | 1 |
| Arnoldo Iguarán       | 1957-01-18 | Millonarios       | 3 | 2 | 4 | 32 | 8 |
| Sergio Angulo         | 1960-09-14 | Santa Fe          | 1 | 2 | 0 | 3  | 1 |
| Antony de Ávila       | 1962-12-21 | Unión de Santa Fe | 1 | 2 | 0 | 7  | 0 |
| John Jairo Tréllez    | 1968-04-29 | Atlético Nacional | 1 | 2 | 1 | 3  | 0 |

Colfútbol · A-internationals · Selecties · Statistieken · Bondscoaches · Colombiaans vrouwenelftal · Olympisch elftal · Colombia U20 · Colombia U17
1938 – 1949 ·
1950 – 1959 ·
1960 – 1969 ·
1970 – 1979 ·
1980 – 1989 ·
1990 – 1999 ·
2000 – 2009 ·
2010 – 2019 ·
2020 – 2029
WK 1962 · 
WK 1990 · 
WK 1994 · 
WK 1998 · 
WK 2014 · 
WK 2018
OS 1968 · 
OS 1972 · 
OS 1980 · 
OS 1992 · 
OS 2016
1938 · 
1939 · 1940 · 1941 · 1942 · 1943 · 1944 · 
1946 · 
1947 · 
1948 · 
1949 · 
1950 · 1951 · 1952 · 1953 · 1954 · 1955 · 1956 · 
1957 · 
1958 · 1959 · 1960 · 
1961 · 
1962 · 
1963 · 
1964 · 
1965 · 
1966 · 
1967 · 
1968 · 
1969 · 
1970 · 
1971 · 
1972 · 
1973 · 
1974 · 
1975 · 
1976 · 
1977 · 
1978 · 
1979 · 
1980 · 
1981 · 
1982 · 
1983 · 
1984 · 
1985 · 
1986 · 
1987 · 
1988 · 
1989 · 
1990 ·
1991 · 
1992 · 
1993 · 
1994 · 
1995 · 
1996 · 
1997 · 
1998 · 
1999 · 
2000 · 
2001 · 
2002 · 
2003 · 
2004 · 
2005 · 
2006 · 
2007 · 
2008 · 
2009 · 
2010 · 
2011 · 
2012 · 
2013 · 
2014 · 
2015 · 
2016 · 
2017 ·
2018 ·
2019 ·
2020 ·
2021
Algerije ·
Argentinië ·
Australië ·
Bahrein ·
België ·
Bolivia · 
Brazilië ·
Canada ·
Chili ·
China · 
Costa Rica ·
Cuba ·
DDR ·
Duitsland ·
Ecuador ·
Egypte ·
El Salvador ·
Engeland ·
Finland ·
Frankrijk ·
Griekenland ·
Guatemala · 
Haïti ·
Honduras ·
Hongarije ·
Hongkong ·
Ierland ·
Irak ·
Israël ·
Ivoorkust ·
Jamaica ·
Japan ·
Joegoslavië ·
Jordanië ·
Kameroen ·
Koeweit · 
Liberia · 
Marokko ·
Mexico ·
Montenegro ·
Nederland ·
Nederlandse Antillen ·
Nicaragua ·
Nieuw-Zeeland · 
Nigeria ·
Noord-Ierland ·
Noorwegen ·
Panama ·
Paraguay ·
Peru ·
Polen ·
Puerto Rico ·
Qatar ·
Roemenië ·
Saoedi-Arabië ·
Schotland ·
Senegal ·
Servië ·
Slovenië ·
Slowakije ·
Sovjet-Unie ·
Spanje ·
Trinidad en Tobago ·
Tsjecho-Slowakije ·
Tunesië · 
Turkije · 
Uruguay ·
Venezuela ·
Verenigde Arabische Emiraten · 
Verenigde Staten ·
Zuid-Afrika ·
Zuid-Korea ·
Zweden ·
Zwitserland
Brazilië (2014) ·
Engeland (2018) ·
Griekenland (2014) ·
Ivoorkust (2014) ·
Japan (2014) ·
Japan (2018) ·
Polen (2018) ·
Senegal (2018) ·
Uruguay (2014)